# 西铭街道
西铭街道，是中华人民共和国山西省太原市万柏林区下辖的一个乡镇级行政单位。

## 行政区划
西铭街道下辖以下地区：
狮头苑社区、电石苑社区、宏峰社区、旧矿部社区、西铭村、小西铭村、风声河村和南峪村。